# Вила-Велья-ди-Родан (район)
Ви́ла-Ве́лья-ди-Ро́дан (порт. Vila Velha de Ródão) — населённый пункт и район в Португалии, входит в округ Каштелу-Бранку. Является составной частью муниципалитета Вила-Велья-ди-Родан. По старому административному делению входил в провинцию Бейра-Байша. Входит в экономико-статистический субрегион Бейра-Интериор-Сул, который входит в Центральный регион. Население составляет 2056 человек на 2001 год. Занимает площадь 90,41 км².
Покровителем района считается Дева Мария (порт. Nossa Senhora da Conceição).